# Acantholimon reflexifolium
Acantholimon reflexifolium är en triftväxtart som beskrevs av Bokhari. Acantholimon reflexifolium ingår i släktet Acantholimon och familjen triftväxter. Inga underarter finns listade i Catalogue of Life.